# Nikinci
Nikinci (cyr. Никинци) – wieś w Serbii, w Wojwodinie, w okręgu sremskim, w gminie Ruma. W 2011 roku liczyła 1808 mieszkańców.